# Нона Гаприндашвили
Вижте пояснителната страница за други личности с името Нона.
Нона Гаприндашвили (на грузински: ნონა გაფრინდაშვილი) е грузинска и съветска шахматистка.
Тя е 5-и световен шампион по шахмат за жени от 1962 до 1978 г. По продължително владеене на световната титла за жени заема второ място – с 1 година по-малко от Вера Менчик. Родена е в Зугдиди, Грузинска ССР на 5 март 1941 г.
Гаприндашвили е първият гросмайстор при жените (1976 г.) и първата шахматистка, получила званието гросмайстор при мъжете (1978 г.). Печели първенството по шахмат на СССР за жени пет пъти, два пъти купата на европейските шампиони за жени, десет шахматни олимпиади с отбора на СССР. Тя е първата носителка на наградата „Шахматен Оскар“ (1982 г.).